# اداره اطلاعات نظامی ایتالیا
اداره اطلاعات نظامی ایتالیا (به ایتالیایی: Servizio per le informazioni e la sicurezza militare) که به اختصار با سرواژه سیسمی (به ایتالیایی: SISMI) شناخته می‌شد، از سال ۱۹۷۷ تا ۲۰۰۷ میلادی، نهاد اصلی اطلاعات خارجی ایتالیا بود. این سازمان در تاریخ ۳ اوت ۲۰۰۷ میلادی، رسماً منحل و در سازمان جدید «آژانس اطلاعات و امنیت خارجی» (به ایتالیایی: Agenzia informazioni e sicurezza esterna) ادغام شد.
از سال ۲۰۰۱ تا ۲۰۰۶ میلادی، ریاست اداره اطلاعات نظامی ایتالیا با نیکولو پولاری و معاونت آن نهاد با مارکو مارنچینی بود.